# Vie nocturne à Montréal
 (février 2020).

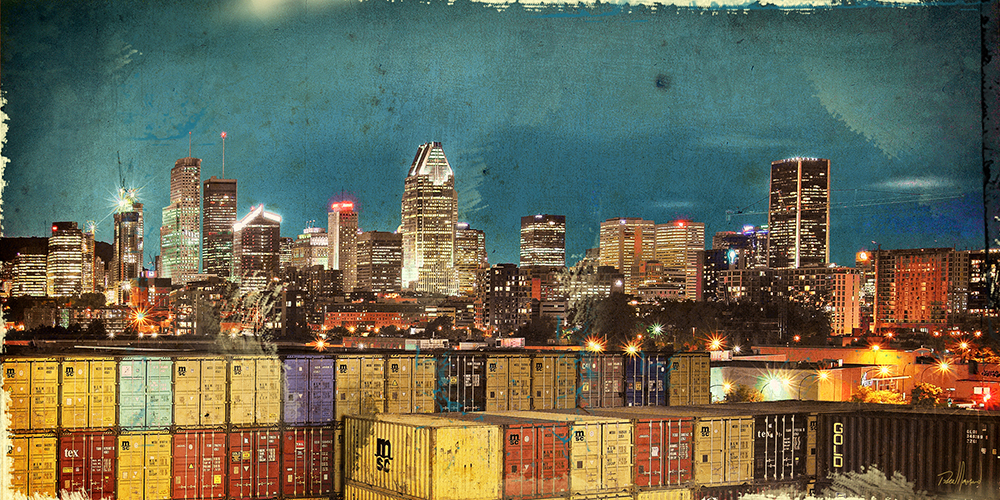
Représentation de Montréal à partir de photographies nocturnes (Pascal Normand, 2015).

La vie nocturne à Montréal possède une certaine notoriété. En effet, cette ville d'Amérique du Nord est reconnue pour son aspect cosmopolite,,. Celle-ci est caractérisée par la présence de plusieurs commerçants, artistes de rue et festivals.
Les établissements de nuit ferment généralement à 3 heures du matin car une loi provinciale interdit la vente de boissons alcoolisées entre 3 heures et 8 heures.

## Histoire

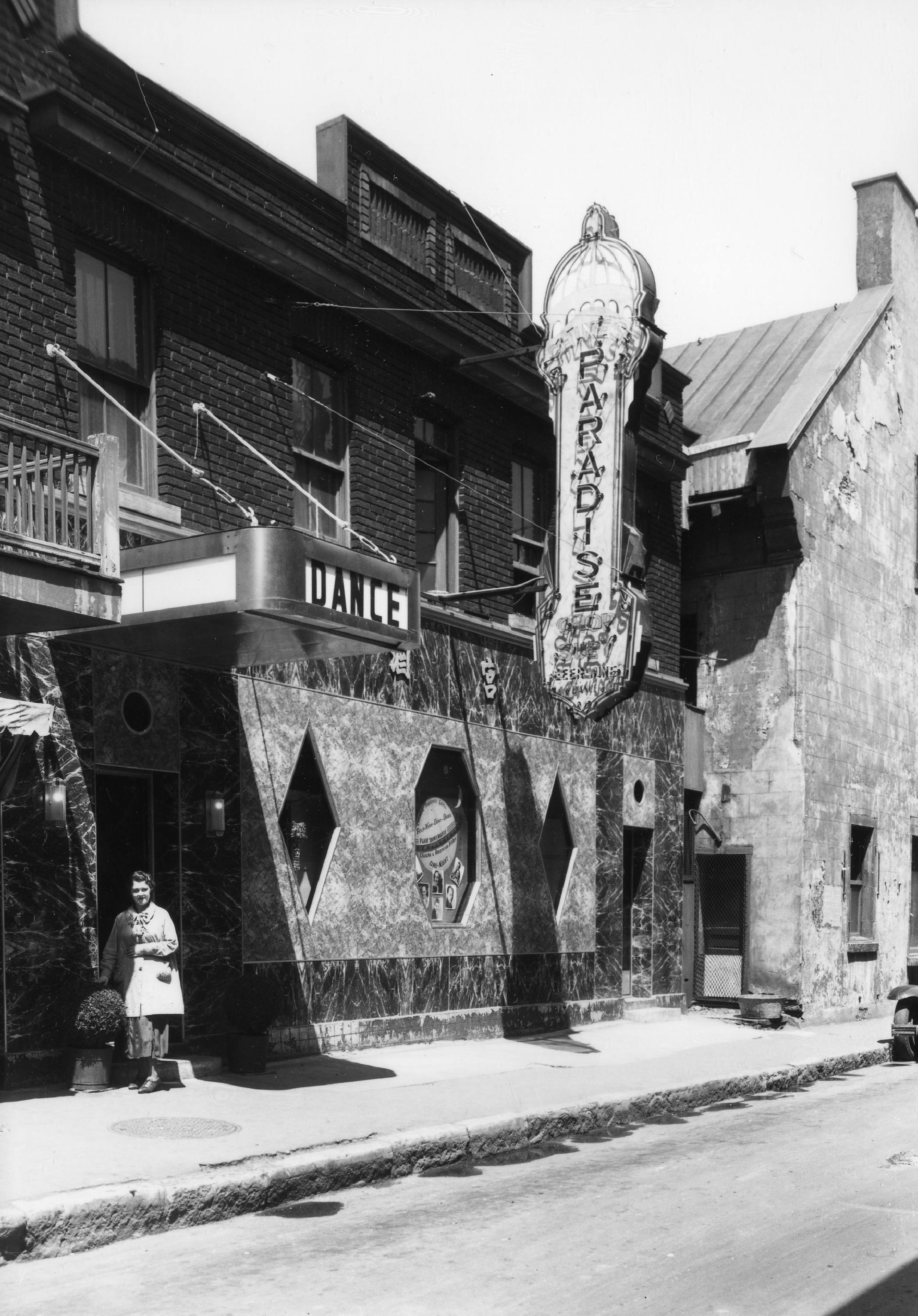
Le Cabaret Chinese Paradise dans les années 1930

Même si Montréal connaissait déjà une activité nocturne fébrile dès le XIXe siècle, la réputation de Montréal, ville nocturne de plaisir, a débuté dans les années 1920. En effet, les législations américaines et canadiennes étant divergentes sous de nombreux aspects, l'époque allait permettre à Montréal de se tailler une place singulière à ce chapitre.
Plus précisément, le 16 janvier 1920, le Congrès américain vote un amendement constitutionnel (le Prohibition Act) qui interdit la production et la consommation de boissons contenant plus d'un demi pour cent d'alcool.
Cette mesure a pour effet direct de ruiner rapidement les cabarets de New York (et particulièrement ceux de Harlem), en plus de mettre au chômage leurs artistes.
En 1921, le gouvernement Taschereau, à l'opposé de ce que l'on voit dans le reste du continent, opte pour une solution avant-gardiste : la création de la Commission des liqueurs du Québec qui permet l'accès légal (et contrôlé) à toutes les boissons alcooliques.
À partir du milieu des années 1920, on observe que plusieurs artistes de la scène new-yorkaise s'installent à Montréal pour jouer dans le milieu naissant des cabarets montréalais. Déjà à la fin des années 1920, on retrouve à Montréal plusieurs boîtes de nuit et de clubs très courus : le Boulevard, le Commodore, le Hollywood, le Blue Sky, et le Cabaret Chinese Paradise ainsi que des clubs de style américain et un théâtre de variétés très influencé par le vaudeville américain.
Mais la réputation de Montréal comme grande ville nord-américaine de cabarets se confirme lorsque la plus importante vedette des cabarets new-yorkais, Texas Guinan, arrive à Montréal en 1930 pour l'ouverture du Cabaret Frolics.
Véritable oasis pour quiconque cherche à échapper aux politiques des prohibitionnistes, Montréal se bâtit en peu de temps une réputation attirante pour les touristes, les investisseurs et les parieurs.
Entre les années 1930 et le début des années 1960, les cabarets, les clubs et les salons de parieurs font alors de Montréal une ville incontournable du spectacle et du divertissement. À partir du milieu des années 1960, on assiste à fermeture de la plupart des cabarets qui étaient encore en opération. On observe alors l'apparition d'une nouvelle génération de restaurants à la mode et de bars en dehors de l'axe traditionnel lié à l'intersection de la rue Sainte-Catherine/Boulevard Saint-Laurent.
Ainsi, c'est à partir de 1967 et de la venue à Montréal de l'exposition universelle, qu'apparaissent les premiers restaurants et bars sur la rue Crescent. Devant le succès des premiers établissements, d'autres viendront s'installer pour former à partir du milieu des années 1970, un pôle de divertissement reconnu et couru.
Aujourd'hui, une loi permettant la vente d'alcool jusqu'à 3 heures du matin fait de Montréal une des villes les plus animées d'Amérique du nord.

## Description

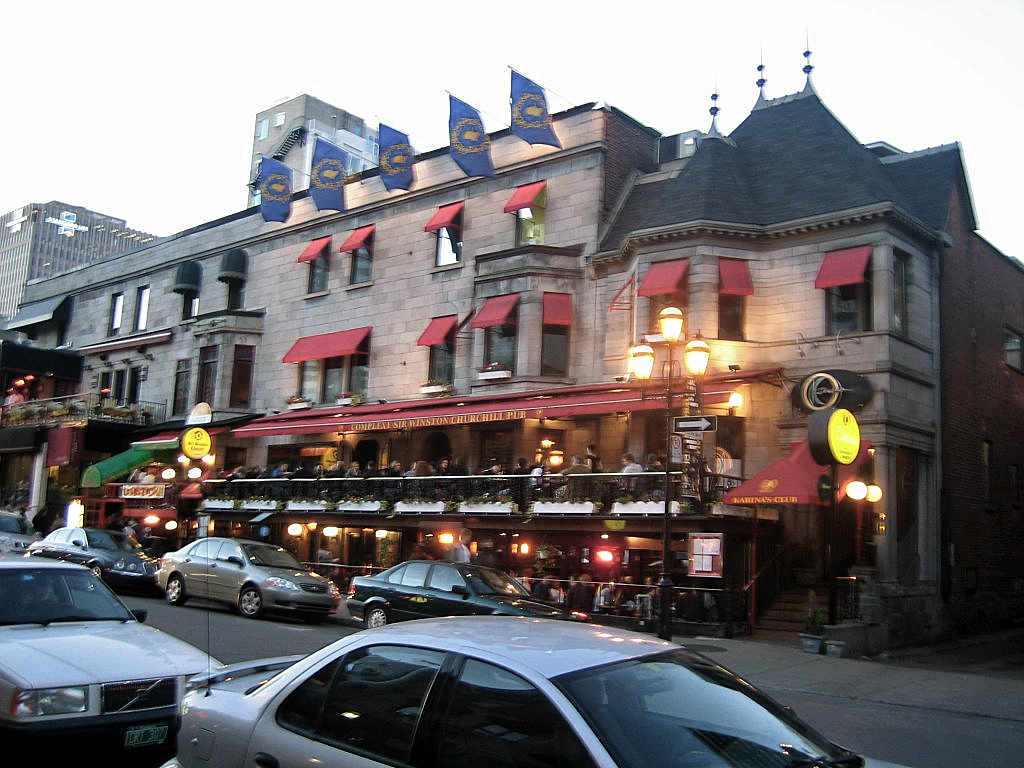
Le Resto-Bar Winston-Churchill, sur la rue Crescent, en 2006

Ce renouveau de la vie nocturne montréalaise de la fin des années 1960 qui perdurent aujourd'hui est lié à une série de facteurs : fermeture tardive des bars à 3 h (en comparaison au reste de l'Amérique du Nord), à une importante population universitaire, à l’âge légal pour consommer de l’alcool (18 ans) ainsi qu'à la longue tradition de Montréal comme ville festive. La diversité des établissements témoigne de la richesse de la vie nocturne montréalaise : il y en a pour tous les types de clientèles avec des boîtes de nuit, pubs, bars, boîtes à chansons, clubs latinos et clubs africains, clubs de jazz, bars-salons, bars After Hours et clubs de strip-tease.
Montréal est la ville de nightlife par excellence au Canada. En 2008, Statistique Canada avançait que de toutes les grandes villes canadiennes, Montréal reste la destination urbaine la plus populaire auprès des touristes étrangers qui fréquentent un bar ou une discothèque lors de leur passage à Montréal. Avec 36,8 % des touristes étrangers qui en ont fait l’expérience durant leur
séjour, la métropole québécoise devance les villes de Toronto (31,0 %) et de Vancouver (27,8 %).
Selon Tourisme Montréal, la vie nocturne montréalaise se concentre en 2010 dans six zones distinctes. Ces six (6) secteurs géographiques ayant chacun ses caractéristiques propres qui caractérise la vie nocturne à Montréal et la différencie des autres grandes régions métropolitaines d'Amérique du Nord :
- le Plateau Mont-Royal. Le Plateau est le quartier branché et créatif de Montréal. Les cafés, les bistros, les bars et les restaurants débordent d'une foule bigarrée qui vit au rythme des dernières tendances. On compte près de 85 bars et bistros sur le Plateau, surtout autour de l’axe de l’avenue du Mont-Royal.

- la rue Crescent. Située entre le boulevard René-Lévesque et le boulevard De Maisonneuve, cette rue à l'ambiance festive accueille chaque année une série de festivals, d'événements et de spectacles de rue. La rue Crescent est reconnue pour ses terrasses, ses restaurants branchés, sa haute gastronomie et sa vie nocturne. Le soir venu, plus de 25 restaurants, discothèques, pubs de style irlandais et bars s’y disputent la clientèle.

- le boulevard Saint-Laurent. La Main de Montréal est située au cœur de l’action de la ville. Avec une soixantaine de bars, de restos-bars, de discothèques et de bars-salons situés entre la rue Sherbrooke et l’avenue du Mont-Royal, le boulevard Saint-Laurent est un endroit chaud et très couru des Montréalais.

- la rue McGill. On retrouve le long de cette magnifique rue du secteur ouest du Vieux-Montréal, de nombreux immeubles institutionnels et des bureaux, des hôtels branchés (le W et l'Hôtel St-Paul), mais aussi quelque 40 boutiques, restaurants et bars, certains avec terrasses durant l'été. En effet, depuis le milieu des années 2000, la rue McGill est jalonnée d'une multitude de nouveaux restaurants et de bars branchés, qui font aujourd'hui de cette artère l'une des plus courues du nightlife montréalais.

- le Quartier Latin. Au début du XIXe siècle, le Quartier Latin fut le premier quartier d'établissement de la bourgeoisie francophone. Aujourd'hui, avec la présence de l'Université du Québec à Montréal (UQAM), du Cégep du Vieux Montréal et d'importantes institutions culturelles, le quartier vibre à nouveau intensément. On y retrouve une quinzaine d’endroits pour prendre un verre ainsi que plusieurs restaurants.

- le Village gai de Montréal. Tolérante, accueillante et amicale, la métropole héberge une importante communauté gaie. Elle favorise l'expression de la culture et de la fierté gaie et lesbienne dans un climat de respect et de sécurité. Le Village est un endroit très animé où l’on retrouve environ 35 bars pour faire la fête.